# Мессьє 37
Мессьє 37 (також відоме як М37 та NGC 2099) є розсіяним скупченням в сузір'ї Візничого.

## Історія відкриття
Скупчення було відкрито Джованні Баттіста Годіерна до 1654 року.

## Спостереження

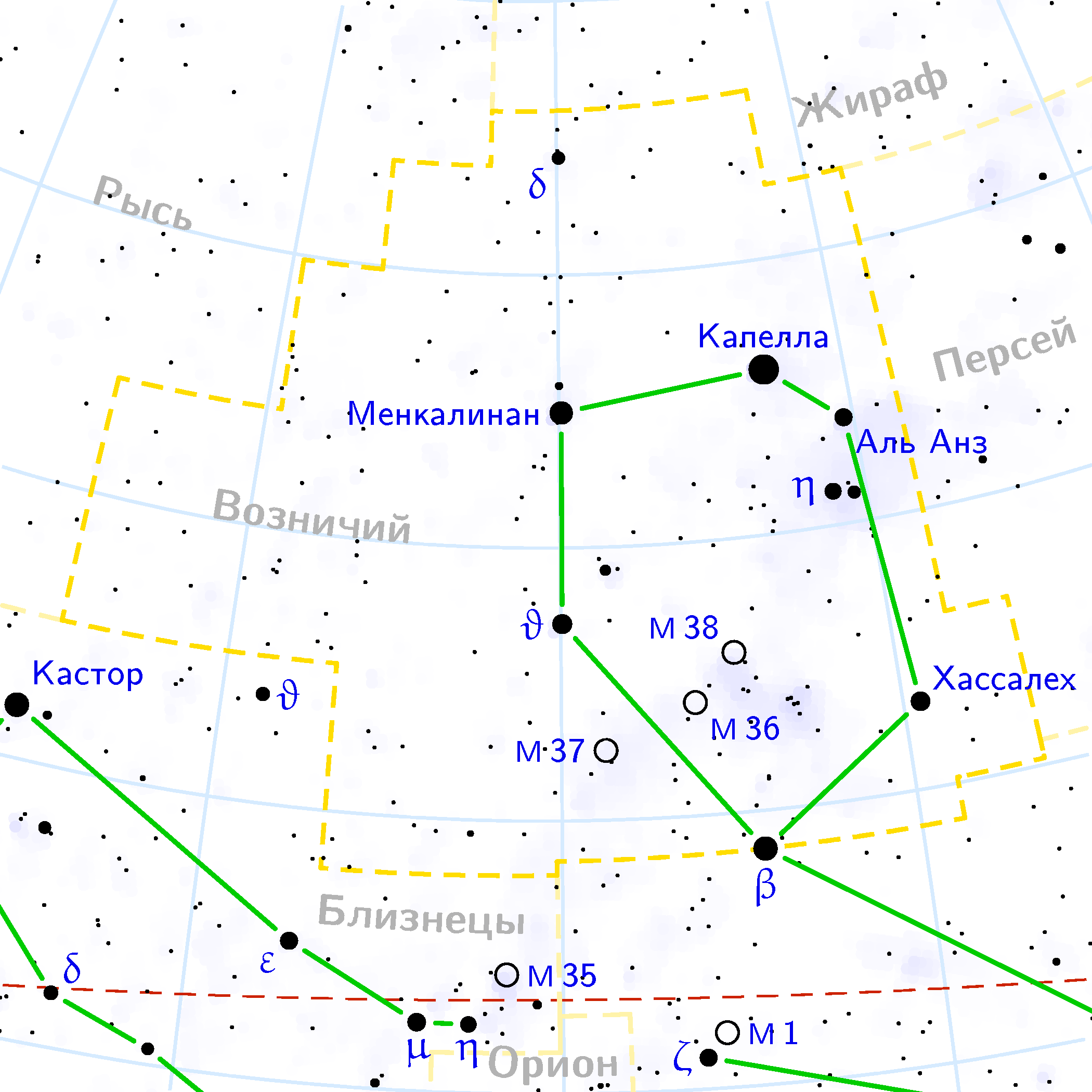
Розсіяне скупчення M37 в сузір'ї Візничого

М37 — найяскравіше з трьох знаменитих розсіяних скупчень Візничого. Як і все сузір'я воно може спостерігатися з осені по весну. У шукач телескопа або польовий бінокль скупчення неважко знайти приблизно в 5 градусах на південь від θ Візничого (точніше — υ Aur). У телескоп середньої апертури (150—200 мм) скупчення розпадається приблизно на сотню біло-жовтих неяскравих зірок, які як розсипана манна крупа заповнюють поле зору окуляра. У центрі скупчення виділяється яскравістю і кольором помаранчева подвійна зірка.

### Сусіди по небу з каталогу Мессьє
- М36 — (у трьох градусах на північний захід) ще одне скупчення Візничого;
- М38 — (ще далі на північний захід) третє яскраве скупчення Візничого;
- М45 — «Плеяди» (на захід, також в сузір'ї Тельця);
- М1 — (на південь, у сузір'ї Тельця) знаменита «Крабоподібна» туманність;
- М35 — (на південний схід, в сузір'ї Близнюків) яскраве розсіяне скупчення;

### Послідовність спостереження в «Марафоні Мессьє»
… М38 → М36 →М37 → М35 → М41 …

## Навігатори
Координати:  05г 52м 19с, +32° 33′ 02″